# Horsez: Dědictví hřebčína
Horsez: Dědictví hřebčína (ve francouzštině: Alexandra Ledermann 5 : L'Héritage du Haras)  je francouzská videohra od studia Lexis Numérique a vydavatele Ubisoft. Jedná se o pátou hru z původní francouzské série her pojmenovaných po jezdkyni Alexandře Ledermannové. Pro český trh byla série vydávána pod názvem Horsez, Dědictví hřebčína, je první z celkem pěti her vydaných pod tímto názvem.